# مود غاريت
مود غاريت (بالإنجليزية: Maude Garrett)‏ هي كاتبة العمود أسترالية، ولدت في 6 مارس 1986 في داروين في أستراليا.

## وصلات خارجية
- الموقع الرسمي